# شاهین و سپهر
شاهین و سپهر (شاهین شهیدا و سپهر حداد) یک گروه گیتارنوازی دونفره ایرانی-آمریکایی هستند.
موسیقی آنها بیشتر ترکیبی از ملودیهای گیتار اسپانیایی، راک نرم(به انگلیسی: Soft Rock)، فلامنکو، جاز، موسیقی عصر نو(به انگلیسی: New Age)، و موسیقی عامیانه ایرانی است. آنها همچنین تحت تأثیر هنرمندان دیگری از جمله کت استیونس خواننده انگلیسی هستند.

## دیسکوگرافی
- One Thousand & One Nights (1994)
- E (1995)
- Aria (1996)
- World Cafe (1998)
- East West Highway - The Best Of Shahin and Sepehr (2000)
- Nostalgia (2002)

## تک آهنگها
- Fields of Change (2008)
- Casablanca Dance Mix (2009)